# Oberonia pumilio
Oberonia pumilio är en orkidéart som beskrevs av Heinrich Gustav Reichenbach. Oberonia pumilio ingår i släktet Oberonia och familjen orkidéer. Inga underarter finns listade i Catalogue of Life.